# Liste der Landschaftsschutzgebiete in Niedersachsen

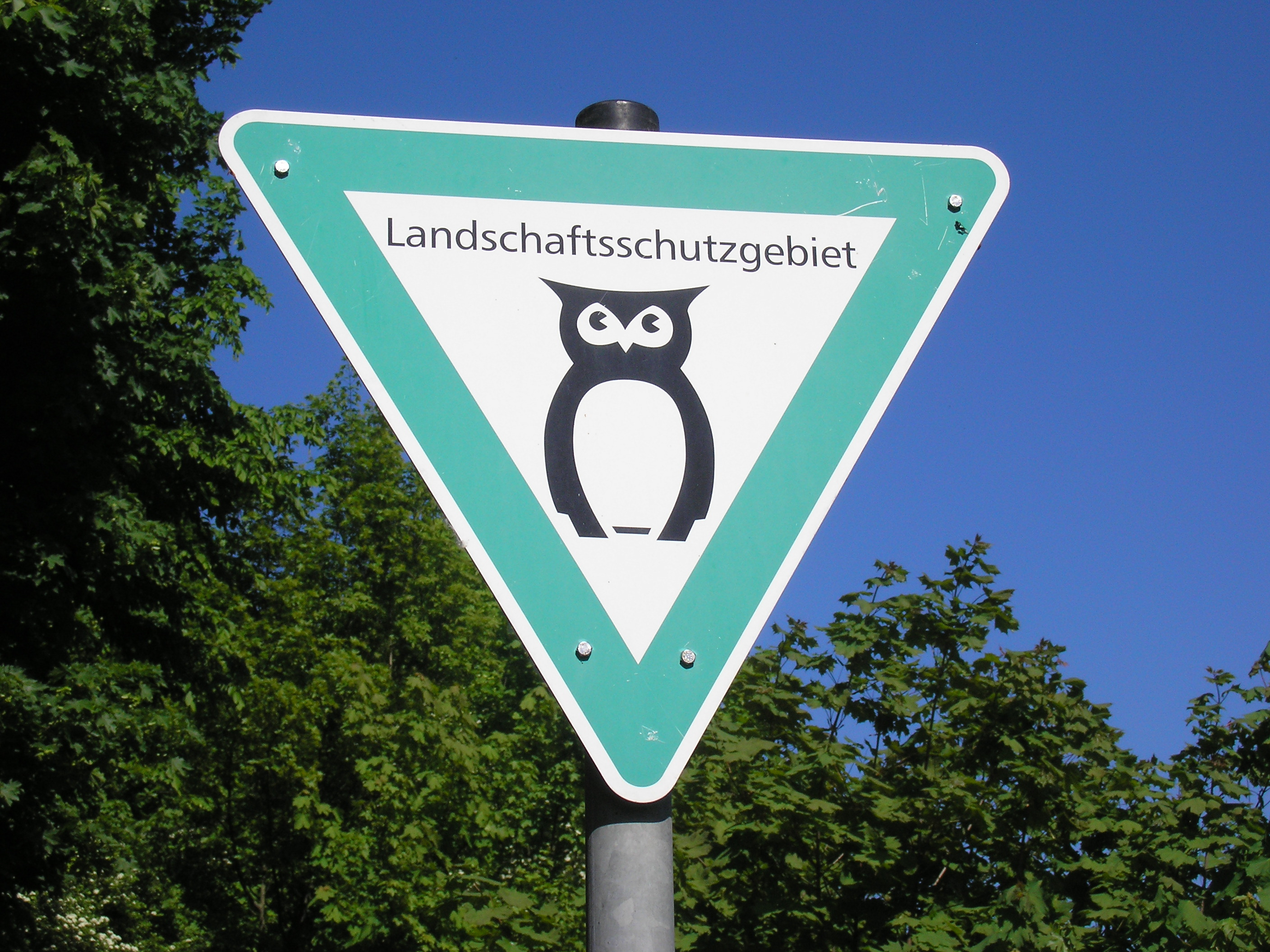
LSG-Schild in Hameln

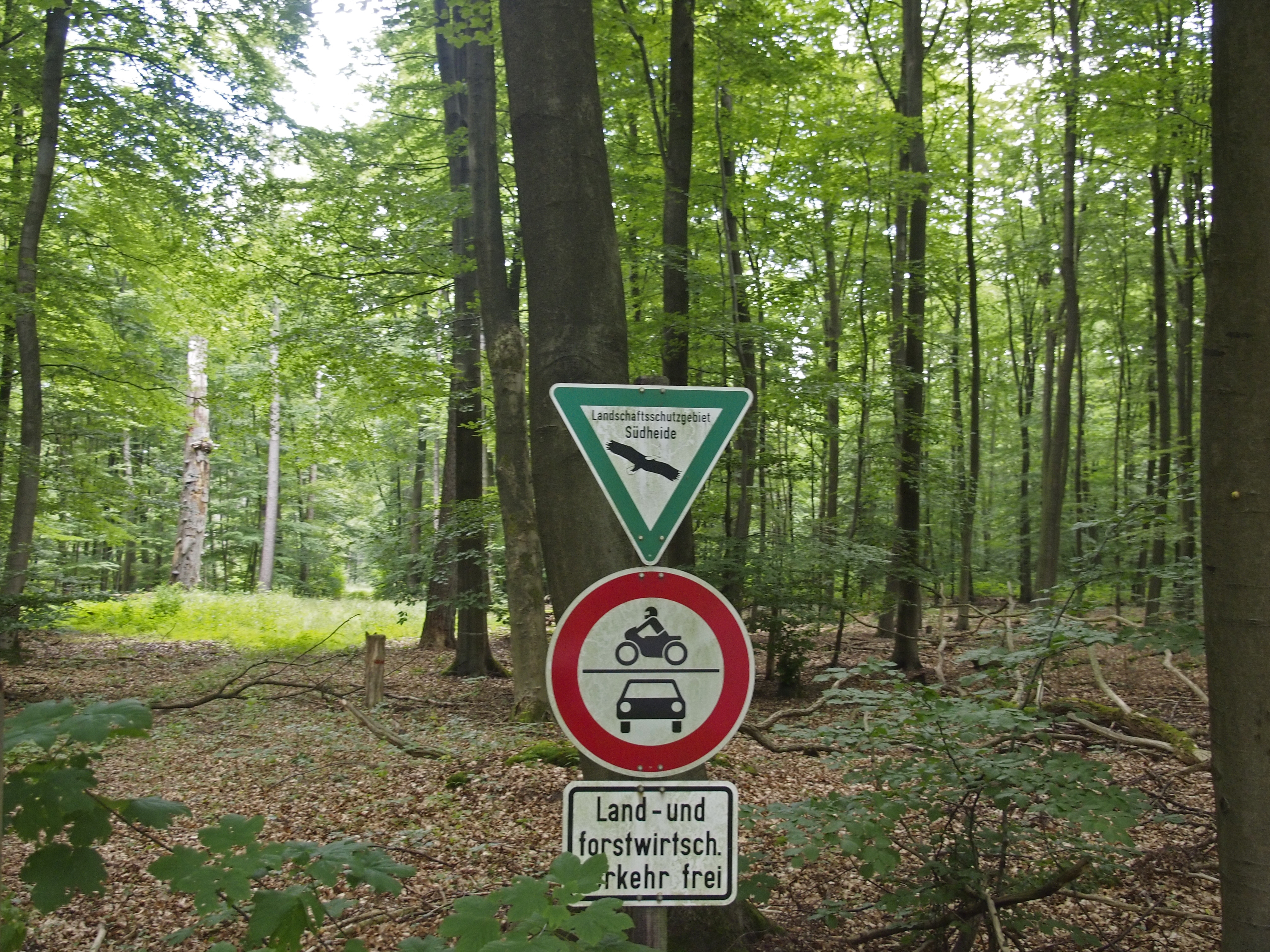
LSG-Schild in der Südheide im Landkreis Celle

Die Liste der Landschaftsschutzgebiete in Niedersachsen verzeichnet die Listen für einzelne Kreise und kreisfreie Städte. Insgesamt gibt es in Niedersachsen über 1270 Landschaftsschutzgebiete.
Die Größe der Landschaftsschutzgebiete reicht von einzelnen Baumgruppen („Roßkastaniengruppe“ in Goslar) bis zu weiträumigen Gebieten („Südheide“ im Landkreis Celle).

## Liste
- Liste der Landschaftsschutzgebiete im Landkreis Ammerland
- Liste der Landschaftsschutzgebiete im Landkreis Aurich
- Liste der Landschaftsschutzgebiete in Braunschweig
- Liste der Landschaftsschutzgebiete im Landkreis Celle
- Liste der Landschaftsschutzgebiete im Landkreis Cloppenburg
- Liste der Landschaftsschutzgebiete im Landkreis Cuxhaven
- Liste der Landschaftsschutzgebiete in Delmenhorst
- Liste der Landschaftsschutzgebiete im Landkreis Diepholz
- Liste der Landschaftsschutzgebiete in Emden
- Liste der Landschaftsschutzgebiete im Landkreis Emsland
- Liste der Landschaftsschutzgebiete im Landkreis Friesland
- Liste der Landschaftsschutzgebiete im Landkreis Gifhorn
- Liste der Landschaftsschutzgebiete im Landkreis Goslar
- Liste der Landschaftsschutzgebiete im Landkreis Göttingen
- Liste der Landschaftsschutzgebiete im Landkreis Grafschaft Bentheim
- Liste der Landschaftsschutzgebiete im Landkreis Hameln-Pyrmont
- Liste der Landschaftsschutzgebiete in der Region Hannover
- Liste der Landschaftsschutzgebiete im Landkreis Harburg
- Liste der Landschaftsschutzgebiete im Landkreis Heidekreis
- Liste der Landschaftsschutzgebiete im Landkreis Helmstedt
- Liste der Landschaftsschutzgebiete im Landkreis Hildesheim
- Liste der Landschaftsschutzgebiete im Landkreis Holzminden
- Liste der Landschaftsschutzgebiete im Landkreis Leer
- Liste der Landschaftsschutzgebiete im Landkreis Lüchow-Dannenberg
- Liste der Landschaftsschutzgebiete im Landkreis Lüneburg
- Liste der Landschaftsschutzgebiete im Landkreis Nienburg/Weser
- Liste der Landschaftsschutzgebiete im Landkreis Northeim
- Liste der Landschaftsschutzgebiete im Landkreis Oldenburg
- Liste der Landschaftsschutzgebiete in Oldenburg (Oldb)
- Liste der Landschaftsschutzgebiete im Landkreis Osnabrück
- Liste der Landschaftsschutzgebiete in Osnabrück
- Liste der Landschaftsschutzgebiete im Landkreis Osterholz
- Liste der Landschaftsschutzgebiete im Landkreis Peine
- Liste der Landschaftsschutzgebiete im Landkreis Rotenburg (Wümme)
- Liste der Landschaftsschutzgebiete in Salzgitter
- Liste der Landschaftsschutzgebiete im Landkreis Schaumburg
- Liste der Landschaftsschutzgebiete im Landkreis Stade
- Liste der Landschaftsschutzgebiete im Landkreis Uelzen
- Liste der Landschaftsschutzgebiete im Landkreis Vechta
- Liste der Landschaftsschutzgebiete im Landkreis Verden
- Liste der Landschaftsschutzgebiete im Landkreis Wesermarsch
- Liste der Landschaftsschutzgebiete in Wilhelmshaven
- Liste der Landschaftsschutzgebiete im Landkreis Wittmund
- Liste der Landschaftsschutzgebiete im Landkreis Wolfenbüttel
- Liste der Landschaftsschutzgebiete in Wolfsburg